# 相模原市立大沢中学校
相模原市立大沢中学校（さがみはらしりつ おおさわちゅうがっこう）は、神奈川県相模原市緑区大島に所在する公立中学校。

## 沿革

### 年表
- 1947年（昭和22年）5月5日 - 相模原町立大澤小学校校舎を借用し相模原町立大澤中学校創立。
- 1948年（昭和23年）1月30日 - 大沢中学校PTA発足。
  - 4月1日 - 新字体への切り替えのため相模原町立大沢中学校に改称。
- 1951年（昭和26年）5月16日 - 現在の住所に校舎を移転。
- 1954年（昭和29年）11月20日 - 相模原町の市制移行に伴い校名を相模原市立大沢中学校に改称。
- 1958年（昭和33年）4月1日 - 校旗・校章制定。
- 1959年（昭和34年）12月 - ミルク給食開始。
- 1961年（昭和36年）3月13日 - 校歌制定。
- 1962年（昭和37年）2月19日 - 学校給食開始。
- 1976年（昭和51年）3月3日 - 完全給食廃止、再びミルク給食へ。
- 1984年（昭和59年）4月1日 - 生徒数の増加に伴い相模原市立内出中学校が分立する。
- 1986年（昭和61年）11月8日 - 全国花いっぱいコンクール中央審査で最優秀賞（内閣総理大臣賞）を受賞。
  - 11月13日 - 日本PTA全国協議会会長賞を受賞。
- 2018年（平成30年）7月10日 - A棟改修工事開始。
  - 9月3日 - A棟改修工事完了。
- 2022年（令和4年）7月4日 - C棟改修工事開始。
  - 9月5日 - C棟改修工事完了。
- 2023年（令和5年）C棟の外壁塗装工事完了。

## 通学区域
- 相模原市緑区[1]
  - 大島1408~1513・1518~1524・1536~3178・3184・3190~3254・3263の1・3266~3338・3340~3377・4131~4796
  - 上九沢177~392
  - 下九沢481~485・532~538・542~722・1171~1177・1230~2172・2322~2361・ 2389~2398の1・2398の5~17・2403~2405
  - 田名2179~2210・2215~2217・2247~2274・2338・2341・2342の1・2342の4・2342の5・2345~2391・2395の2・2421~2424・2431~2457の2・2520~2529・2563~2622・2630~2637の5
  - 橋本台1丁目25番・27番
- 相模原市中央区
  - 下九沢27~29・1101~1170・1178~1200
  - 田名2460の3・2461の3・2463の3・2463の4・2463の10・2463の11・2494の2~2517・2623~2629・2642~2975・3496~3533・3565~3588

## 進学前小学校
- 相模原市緑区
  - 相模原市立大沢小学校
  - 相模原市立九沢小学校
  - 相模原市立作の口小学校（一部は相模原市立上溝中学校・相模原市立清新中学校へ）

## 生徒会活動
大沢中学校の生徒会は在学する全校生徒によって構成される。生徒総会を最高決議機関とし、その下に生徒会本部や委員会などがある。2022年9月現在、以下の生徒会組織がある。
- 生徒会本部

会長1名、副会長3名（2年生2名、1年生1名）、書記4名（2年生2名、1年生2名）から組織される。また、事務局（2年生1名、1年生1名）が手助け（評議会資料印刷等）を行う。
- 特別委員会

特別委員会は専門委員会と異なり、本部や学級からの提案をうけて評議会の承認の後、本部の指導の下で活動する。
- 選挙管理委員会
- 体育の部実行委員会

沢中祭体育部門の準備・運営などを行う。
- 生徒会事務局

2006年6月16日に行われた生徒総会によって設置が決議された。生徒会本部の補助的な役割をする。
- 評議会

本部役員・学級委員・各専門委員長、必要に応じて部長会議長から組織される。
- 専門委員会

- 生活委員会
- 環境委員会
- 合唱委員会
- 情報委員会

以前は特別委員会であったが、2006年6月16日に行われた生徒総会により特別委員会から専門委員会となった。
- 学年学級委員会

- 学年プログラム委員会

学級委員のほかに学級の班長で組織される。

## 部活動
大沢中学校には、2023年11月現在、以下の部活動がある。
| 運動部 - 野球（男子） - ソフトボール（女子） - サッカー - ソフトテニス - バスケットボール - バレーボール - 卓球 - バドミントン - 剣道 - 陸上競技 - 柔道 | 文化部 - 吹奏楽 - 合唱 - 美術 - 園芸 |

## 主な学校行事
- 沢中祭（体育の部）

リレーや応援合戦といったさまざまな競技を赤・青・白の3つのブロックに分かれ得点を競う。ブロックは、くじ抽選により各学年それぞれ2クラスずつで3ブロックに分かれる。例年は10月頃行われる。
- 若あゆ（1年生）

例年は、相模原市立相模川自然の村野外体験教室（通称:ビレッジ若あゆ）を利用し、宿泊棟で1泊2日する。クラスでテーマなどを決めるなどして、体験活動やレクリエーションをする。
- 校外学習（二年生）

例年は、横浜市（桜木町周辺）を周りテーマを決めその目的に向かって自立の力をつけるための一つ更に例年では「多文化共生」をテーマにした。
- 沢中祭（文化の部）

例年は、相模原市民会館を借りて合唱を行う。学年合唱、クラス合唱を行う。
- 球技大会

サッカーやバスケットボール、ドッジボールなどの球技で各学年ごとにクラス対抗試合をする。

## 校外活動
- 若あゆ（1年生）

例年は、相模原市立相模川自然の村野外体験教室（通称:ビレッジ若あゆ）を利用し、宿泊棟で1泊2日する。クラスでテーマなどを決めるなどして、体験活動やレクリエーションをする。
- 演劇教室（1年生）
- 職業体験（2年生）

保育園・高齢者施設・障害者施設の3箇所で福祉についてを学んでいる。
現在は新型コロナの影響で行うのが難しい。
- 修学旅行（3年生）

例年は、広島・京都・奈良へ行き2泊3日する。平和学習の一環として、広島へ行っている。1970年度は万国博覧会に行っている。
そして2025年度にも大阪万博博覧会へ行っている

## 学年・クラス
2023年11月現在、大沢中学校には第1学年6クラス、第2学年6クラス、第3学年7クラスの計19クラスに加え、障がいがある生徒などのためのあじさい学級（支援学級）、登校拒否や学校に行きづらい生徒のためのステップルームがある。学年ごとの上履きの色は学年色として、緑・青・赤の三色が決まっている。2025年度は、一年生が青、2年生が緑、3年生が赤学年。

## 建物・設備
校舎は、A棟・B棟・C棟の3棟があり、いずれも3階建てである。大半の教室に扇風機、エアコンが取り付けられている。

## 服装
- 標準服　※2024年度より新しい制服（ブレザー）に変更。

大沢中学校では、一般に言われる制服のことを「標準服」としている。
夏服
- 男子 - 半袖角襟ワイシャツに黒い長ズボン。
- 女子 - 半袖丸襟ワイシャツに棒ネクタイ、下は紺スカート。

冬服
- 男子 - 黒い学ラン・長ズボン、学ランには校章をつける。
- 女子 - 紺ブレザー、下に丸襟ワイシャツ・棒ネクタイ、紺スカート尚。ジャージ

冬場のために半袖シャツ・ハーフパンツの上から着るための長袖ジャージがある。2021年度からジャージのデザインが変わり、刺繍の色は学年の色ではなく、統一された｡
そして2025年度からは新ジャージになった

## 学校制定
- 校章（1958年4月1日制定）
- 校旗（1958年4月1日制定）
- 校歌（1961年3月13日制定）

「大沢中学校校歌」勝承夫・作詞　平井康三郎・作曲。
- 校訓

「環境は人をつくる　その環境は人がつくる」
- 学校教育目標（制定時期不明、2002年4月改定）

「心豊かな人・自律できる人・進んで学ぶ人」
- めざす生徒像（制定時期不明、2002年4月改定）

・思いやりをもち心豊かな生徒・正しい判断で行動できる生徒・進んで学び創造力を持つ生徒

## 交通
- JR横浜線・JR相模線・京王相模原線橋本駅南口から神奈川中央交通バスに乗車、橋57系統望地キャンプ場行き「大沢まちづくりセンター前」バス停下車で徒歩一分。